# Денис Муравьёв и Катерина Власова
Денис Олегович Муравьёв (14 августа 2001 — 14 ноября 2016) и Катерина Алексеевна Власова (10 сентября 2001 — 14 ноября 2016) — 15-летние подростки из Пскова, которые днём 14 ноября 2016 года забаррикадировались в частном доме и открыли стрельбу по полицейским, после чего, по официальной версии, покончили с собой. Всё происходящее они показывали на своих страницах в социальных сетях, ведя трансляцию в Periscope, называя себя русскими Бонни и Клайдом. Дело вызвало общественный резонанс и обсуждения в сети.

## Предыстория
Денис Муравьёв и Катерина Власова познакомились весной 2016 года. Денис вместе с другом разговорились на перемене с девушкой из параллельного класса. После первой встречи Катерина и Денис добавили друг друга в друзья во «ВКонтакте» и стали переписываться, вскоре договорились вместе погулять после уроков, а после нескольких свиданий стали встречаться.
О том, что у Дениса появилась возлюбленная, мать узнала случайно: во время весенних каникул сын пошёл переночевать к другу. Оказалось, что в тот вечер Денис ушёл к Катерине на прогулку. После того случая мать запретила Денису общаться с Катериной.

## Ход событий
В пятницу утром, 11 ноября, родители Дениса заметили, что сын ушёл из дома, его телефон оказался выключен. Из дома пропали тёплые вещи, нож, алкогольный напиток и банковская карта матери. Около 6 утра Денис снял с неё деньги и купил два билета на маршрутку до Струг Красных. Родители начали поиски Дениса и подали заявление в полицию. Изначально, семья Катерины и не участвовала в поисках дочери, хотя сообщили, что дочь 2 дня не ночует дома. Поиски Дениса и Катерины продолжались все выходные, но не принесли результатов. Около 11 утра 14 ноября на странице Катерины и Дениса во «ВКонтакте» появилась предсмертная запись. Примерно в это же время Денис опубликовал фотографии найденного ими оружия в Instagram. Ко дню 14 ноября, выяснилось, что подростки находятся в дачном доме в 80 километрах от Пскова, принадлежащего отчиму девушки, где подростки три дня скрывались от родителей и планировали «пересидеть». 12 ноября после побега, Муравьёв связался со своей сводной сестрой, которая жила в Санкт-Петербурге, и попросил её снять ему с Катериной квартиру в городе. Подростки планировали ехать туда на BlaBlaCar в понедельник 14 ноября.
Подростки забаррикадировались в доме и вскрыли сейф в котором хранилось оружие. Узнав о том, что подростки находятся там, мать Власовой решила ехать на их поиски. Впоследствии Денис ранил мать девушки, приехавшую по адресу. Мать Власовой отправила сообщение матери Дениса с просьбой приехать к ней, сообщив о стрельбе. Подростки запустили трансляцию на платформе Periscope, за время событий они выходили в эфир пять раз — трансляции длились от четырёх с половиной до 55 минут. Подростки демонстрировали ружья, пневматический пистолет, патроны, щётки для чистки оружия, нож, деньги и оружейный сейф, курили, выкинули в окно расстрелянный ими телевизор, стреляли в сторону забора и машины сотрудников полиции. Во время трансляции в произошедшем подростки винили родителей. Они отвечали на вопросы зрителей и рассуждали о том, что им делать дальше. В это время Денис опубликовал ещё одно фото: вид из окна дома, в котором они скрывались. На снимке видно, что у ворот стоит расстрелянная машина сотрудников полиции.
Полицейские заблокировали дом и на протяжении нескольких часов пытались вступить в переговоры с подростками. Изначально сотрудники посчитали, что Денис держит Катерину в заложниках и требовали её отпустить. Один из полицейский смог дозвониться до Дениса и попросил подростков отдать всё имеющееся у них оружие. Подростки согласились передать оружие матери Дениса. Пересчитав оружие, полицейские решили, что Денис и Катерина отдали не всё, но подростки заявляли, что «в доме осталась только поварëшка». Вскоре к дому приехал владелец оружия, отчим Катерины, который подтвердил, что в доме могло остаться ещё одно ружьё. После того как подростки передали оружие, мать Дениса вернулась к ним, в ходе разговора женщина просила сына «не переживать за произошедшее», а также пообещала подросткам, что «не бросит их и сделает всё, что они захотят». После переговоров Денис и Катерина попросили 40 минут на то, чтобы принять решение. Позже подростки перестали отвечать на звонки. Сотрудники приняли решение о начале штурма.
По заявлениям следствия, сотрудники отряда СОБР не применили оружие и после штурма подростки были найдены мёртвыми. Во время штурма сотрудники СОБР применяли светошумовые гранаты для дезориентации находившихся в помещении.

Перед инцидентом подростки опубликовали на своих страницах «ВКонтакте» одинаковые предсмертные послания к родственникам, обвинив близких в «разрушении их психики и жизни».
«Я вас любила, но вы сами не заметили того, как разрушили мою психику и жизнь. Прощайте все и друзья, и семья, и знакомые. Не волнуйтесь, уходить буду красиво. Удачи всем в своей жизни и пожалуйста, не бойтесь жить так, как хотите или считаете нужным. Жизнь в свое удовольствие — это наилучшая жизнь. Люблю вас», — написала девушка.
Точно такая же запись появилась на странице Дениса.

## Расследование
Родители Дениса и Катерины были признаны потерпевшими. Следственный комитет возбудил уголовное дело по статье 317 УК РФ (посягательство на жизнь сотрудников правоохранительных органов). Были проведены допросы порядка 50 сотрудников полиции, родственников погибших, свидетелей происшествия и одноклассников подростков.
В СК заявили, что сотрудники в течение нескольких часов вели переговоры, но результата достигнуто не было. Позже подростки перестали выходить на связь — это стало причиной начала штурма. Прокуратура признала законными действия сотрудников СОБР.
Была назначена посмертная психолого-психиатрическая судебная экспертиза подростков в центре психиатрии им. В.П.Сербского.
По словам представителя УМВД по Псковской области, сотрудники поехали в посёлок Струги Красные, чтобы проверить информацию о Денисе, объявленном в розыск как пропавший без вести. Когда по полицейским открыли огонь, они блокировали здание и вступили с подростками в переговоры. Подростки не выдвигали никаких требований. Представитель полиции сообщил что подростки выстрелили в полицейских около 30 раз.

### Обвинение силовиков в превышении полномочий
Ряд СМИ и пользователей сети выдвинули предположение и обвинили силовиков в преднамеренном убийстве подростков. В прокуратуре утверждали, что пара покончила с собой, перед тем как спецназ приблизился к их комнате. На прямом эфире подростки заявляли, что они не хотят совершать самоубийство и что у них не осталось боеприпасов, чтобы вести перестрелку. Версия о том, подростки покончили с собой, а также что Муравьёв стрелял во Власову, а потом в себя, противоречит их словам о нехватке боеприпасов. На это противоречие отреагировали пользователи в социальных сетях. Поскольку Росгвардия утверждает, что сотрудники спецназа не открывали огонь во время штурма, некоторые пользователи предположили, что подростки могли солгать, о том, что у них закончились патроны.
Было предъявлено обвинение в халатности сотруднику полиции, который не проверил сообщение о пропаже подростков. Получив заявление об их исчезновении, сотрудник не организовал надлежащей проверки сообщения, сбора и изучения данных о личностях и круге общения подростков. 
Руководитель отдела Федеральной службы национальной гвардии заявил, что «перед входом в помещение сотрудникам СОБРа была поставлена задача не применять оружие, для защиты использовать бронещиты, для дезориентации находящихся в помещении применялись светошумовые гранаты».
В конце ноября 2016 года отчим Муравьёва по советам знакомых связался во «ВКонтакте» с депутатом и председателем псковского отделения партии «Яблоко» Львом Шлосбергом. Депутат помог семье составить письма с требованием о возбуждении уголовных дел в СК и Генеральную прокуратуру и отправил депутатские запросы от своего имени. Аргументом к помощи в деле Шлосберг назвал недостоверной версию следствия, которую Следственный комитет распространил в СМИ, что Денис сначала убил Катерину, а затем покончил с собой. Депутат заявил, у него были все основания полагать, что «эта версия как минимум поспешная, если не ошибочная». По мнению Шлосберга, правоохранители должны были действовать по другому протоколу и по регламенту привлечь психолога или специалиста по общению с детьми для переговоров с подростками. По словам Шлосберга, поводом для помощи также стала одна из версий гибели, которая заключается в том, что во время штурма подростки оказали вооруженное сопротивление, из-за чего могли быть застрелены. 
В результате расследования, а также по итогам многочисленных обращений было возбуждено несколько уголовных дел, многие из которых впоследствии были закрыты.
Семья Дениса Муравьёва уверена, что приехавшие на место сотрудники своими неверными действиями не оставили подросткам выбора и подтолкнули их к самоубийству.

## Популярность и обсуждения в сети
Этот инцидент мгновенно стал предметом обсуждения среди ровесников погибших подростков. В социальных сетях появились фанатские группы посвящённые Денису и Катерине. Подростки цитируют их в своих статусах, пишут посты, где называют их «беззащитными и борцами за свободу», а также сочиняют фанфики. Общее число подписчиков на группы составило почти 25 000 человек. 60 % из них девушки. В сети появились романтические трактовки произошедшего. Подростков стали сравнивать с Бонни и Клайдом — знаменитыми американскими грабителями-любовниками. В ряде СМИ и среди пользователей сети подростки получили аналогичное прозвище «Псковские Бонни и Клайд».
Депутат Елена Мизулина на своей странице в Twitter обвинила в трагедии компьютерные игры.
По данным из результатов опроса Всероссийского центра изучения общественного мнения, 51 % россиян, которые слышали о трагедии, считают, что в случившемся виноваты их родители.

## Последовавшие события
После инцидента заместитель председателя Госдумы Ирина Яровая и детский омбудсмен Анна Кузнецова призвали ужесточить контроль над интернетом, так как по их мнению в сетевых сообществах и деструктивных группах пропагандируется суицид среди несовершеннолетних.
Вице-премьер правительства РФ Ольга Голодец заявила, что после инцидента в России будет проведена реформа службы психологической помощи в школах.
Глава управления образования Псковской области на заседании комиссии по делам несовершеннолетних в администрации, после инцидента предложил разработать методичку по профилактике суицидального поведения среди подростков.

## В массовой культуре
- После инцидента состоялся выпуск с названием «Зачем?» российского Ток-шоу «Пусть говорят» с Андреем Малаховым, посвящённый событиям с подростками[36].
- Выпуск «Смерть онлайн» телепрограммы «Центральное телевидение» на канале НТВ посвящён расследованию дела подростков[37].
- В 2018 году певица Диана Арбенина совместно с рок-группой «Ночные Снайперы» записала песню по истории псковских подростков. Режиссёр Валерия Германика сняла клип по мотивам песни[38][39].
- Британский композитор Филип Венейблс[англ.] адаптировал историю подростков в оперу «Denis & Katya[англ.]». Премьера оперы состоялась в Филадельфии в 2019 году и в Великобритании в 2020 году[40][41][42], после чего показы прошли по всей Европе и в Нидерландах[40].
- В марте 2021 года в Тюмени состоялся показ спектакля основанного на истории подростков. Постановка прошла в форме монологов, в которой участники делились личными переживаниями по поводу случившегося инцидента[43].
- 23 июня 2022 года в прокат вышла российская криминальная драма «Межсезонье», основанная на деле псковских подростков[44][45].
- В композиции «Голосами» группы «Операция Пластилин» присутствует аллюзия к истории подростков[46].